# Яхимович, Шели
Шели Рахель Яхимо́вич (в некоторых источниках Ехимо́вич или Йехимо́вич) (ивр. שלי רחל יחימוביץ‎; род. 28 марта 1960, Кфар-Сава) — израильский политический деятель, журналист и писатель. Депутат кнессета с 2006 года (17, 18, 19, 20 созывы). Член с 2006 и лидер партии «Авода» с 2011 по ноябрь 2013 года, занимала пост Лидера оппозиции в кнессете 17-го 18-го созывов и с 1 января 2019 года — в кнессете 20 созыва.

## Биография
Родилась 28 марта 1960 года в городе Кфар-Сава. Мать — учитель, отец — строитель, репатрианты из Польши, выжившие в Холокосте. Рано стала общественно-политически активной, в 15 лет была исключена из школы имени Баруха Островского в Раанане за публичную критику её директора.

### Журналистская деятельность
В 1985 году она окончила факультет журналистики университета Бен-Гуриона. Ещё во время учёбы начала работать репортёром газеты «Аль Ха-Мишмар».
После окончания учёбы до 2000 года работала на радиостанции Коль Исраэль. Там она была ведущей таких программ как экономическая программа «Цвет денег», а также популярной телепередачи «Хаколь дибурим» («Всё — разговоры»), где Яхимович со своей коллегой Кармелой Менаше предоставила возможность для выражения мнения организации «Четыре матери».
После ухода с «Коль Исраэль» в 2000 году, стала работать на втором канале израильского телевидения, где вела программу «Встреча с журналистами» и личную рубрику «Гилуй даат» («Выражение мнения») в программе «Ульпан Шиши» («Пятничная студия»). В этой рубрике Яхимович представляла альтернативные экономические комментарии, раскрывала связи власти и капитала. Также она вела еженедельную программу на армейском радиоканале Галей Цахаль.

### Политическая деятельность
В 2005 году она вступила в партию «Авода», поддерживающую социал-демократические позиции. Вступление произошло вскоре после избрания лидером этой партии Амира Переца. После этого Яхимович заявила, что будет заниматься только политической деятельностью.
По результатам выборов 2006 года в кнессет 17-го созыва избрана депутатом по списку этой партии. В 2009 году переизбрана. В кнессете она показала себя сторонником регулирования экономики со стороны государства, защитником рабочего класса.
Эхуд Барак, лидер «Аводы» в 1997—2001 и 2007—2011 годах, в 2011 году покинул партию и создал собственную партию «Ацмаут», в результате чего «Аводе» понадобился новый лидер.
В 2011 году Яхимович выдвинула свою кандидатуру на пост председателя партии. В результате первого тура праймериз, который прошёл 12 сентября 2011 года, во второй тур прошли Яхимович и Перец, причём первая выиграла первый тур с отрывом на 1 % (32 % и 31 % соответственно). 21 сентября этого же года Яхимович одержала победу во втором туре с результатом 53 % голосов (у Переца 46 %). Таким образом она заняла пост председателя партии.
После избрания призвала премьер-министра Израиля Биньямин Нетаньяху поддержать создание палестинского государства и сделать все возможное для скорейшего подписания мирных договоренностей с режимом Махмуда Аббаса.
9 мая 2012 года, после присоединения партии «Кадима» к правящей коалиции, заняла пост Лидера оппозиции в Кнессете.
На выборах в Кнессет 19-го созыва партия «Авода» под руководством Яхимович увеличила своё представительство в парламенте на 7 мандатов. Несмотря на это, на состоявшихся в ноябре 2013 года внутрипартийных выборах Яхимович уступила пост председателя партии Ицхаку Герцогу, за кандидатуру которого отдали голоса 58,5 % членов партии.
После расформирования блока Сионистский лагерь была снова назначена на должность лидера оппозиции 1 января 2019 года.

### Семья
У Яхимович двое детей: сын Галь и дочь Рама.

## Публикации
- Замужняя женщина (издательство «Радуга») (2001)
- Парные игры (издательство «Радуга») (2003)
- Мы: экономические, социальные, моральные и национальные проблемы Израиля (издательство «Ам Овед») (2011)